# Монтегридольфо
Монтегридольфо (итал. Montegridolfo) —  коммуна в Италии, располагается в регионе Эмилия-Романья, в провинции Римини.
Население составляет 979 человек (2008 г.), плотность населения составляет 163 чел./км². Занимает площадь 6 км². Почтовый индекс — 47837. Телефонный код — 0541.
Покровителем населённого пункта считается святой San Rocco.

## Демография
Динамика населения:

## Администрация коммуны
- Официальный сайт: https://web.archive.org/web/20061108043912/http://www.comune.montegridolfo.rn.it/